# مورغان بيك
مورغان بيك (بالإنجليزية: Morgan Beck)‏ (30 مارس 1987 في الولايات المتحدة - ) هي عارضة ولاعبة كرة طائرة الولايات المتحدة في مركز ضارب خارجي ‏.

## وصلات خارجية
- مورغان بيك على موقع الاتحاد الأوروبي (الإنجليزية)
- مورغان بيك على موقع قاعدة بيانات الكرة الطائرة الشاطئية (الإنجليزية)
- مورغان بيك على موقع عالم الكرة الطائرة (الإنجليزية)
- مورغان بيك على موقع اللجنة الأولمبية والبارالمبية الأمريكية (الإنجليزية)